# Mesonyx
Mesonyx ("garra do meio") é um gênero de mamífero mesonychia extinto. Fósseis de várias espécies são encontrados em estratos de idade do Eoceno nos Estados Unidos e na China.